# ティンバーテック
有限会社ティンバーテックは、神奈川県横浜市に本社を置く、日本の建設会社である。

## 概要
関東近県を中心に、住宅・エクステリアの企画・設計・施工、建築建材及びインテリアの輸入、不動産の開発・販売を手掛ける建設会社。
無垢の大径材を柱・梁としてパーツを組み合わせて1つのフレームを形成するティンバーフレームを扱う建設会社として、1999年に設立。
現在では、ティンバーフレーム以外にも、さまざまな形式の建築物を設計・デザイン・施工しており、関東を中心に多くの物件の建設を手掛けている。